# European Synchrotron Radiation Facility

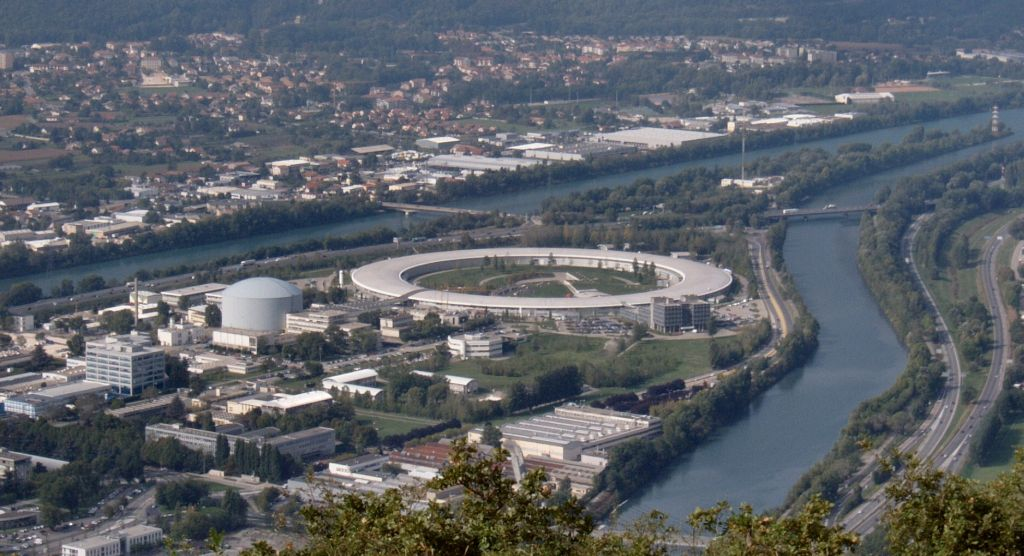
Az ESRF területe

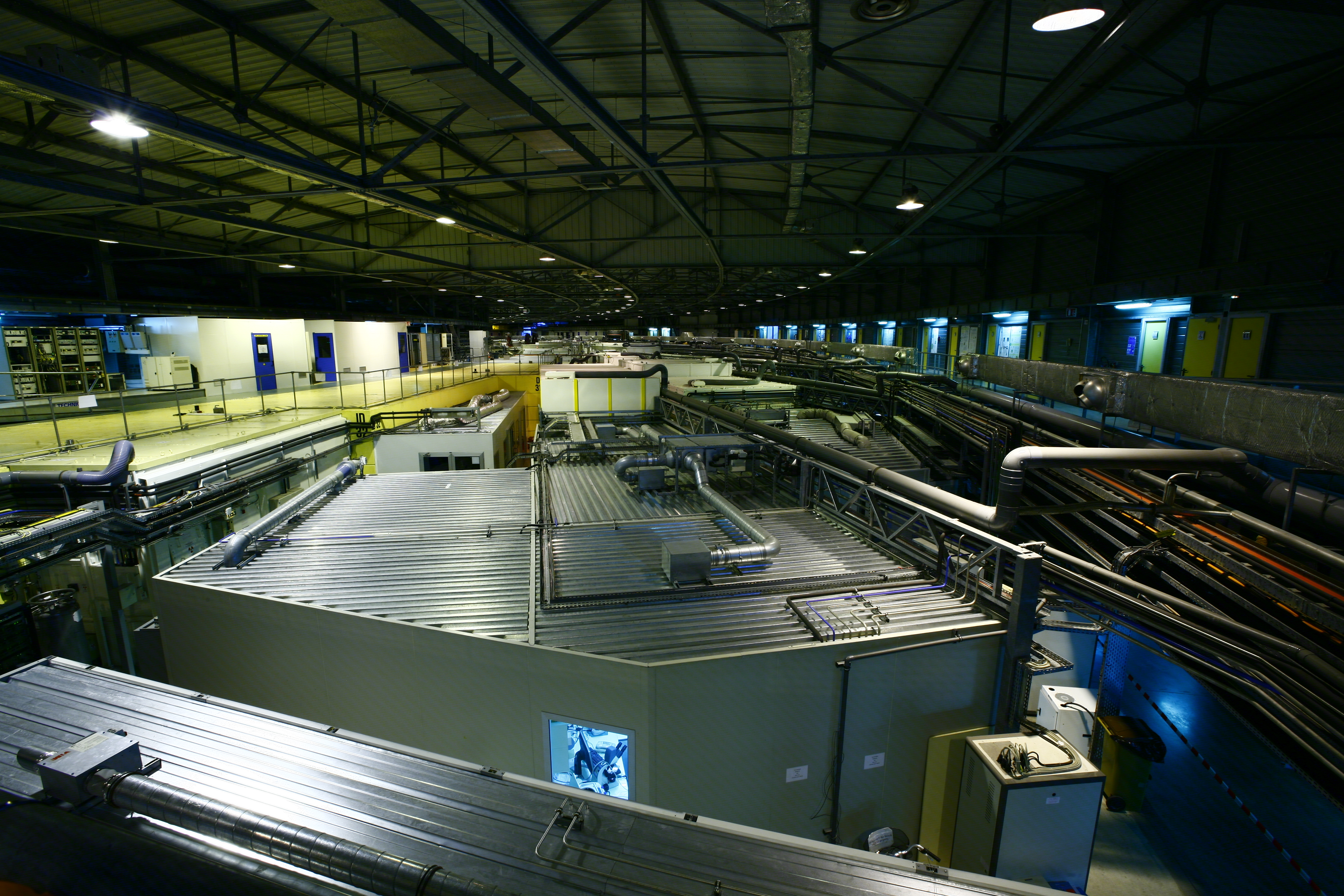
A gyűrű felülnézetből

Az European Synchrotron Radiation Facility (ESRF) egy nemzetközi együttműködésben működtetett kutatóintézet, amely Európa legnagyobb szinkrotronsugár-forrását működteti a francia Grenoble városban. Az együttműködésnek jelenleg 22 ország a tagja (13 tagállam: Franciaország, Németország, Olaszország, Egyesült Királyság, Spanyolország, Svájc, Belgium, Hollandia, Dánia, Finnország, Norvégia, Svédország, Oroszország, és 9 társult állam, Ausztria, Portugália, Izrael, Lengyelország, Csehország, Magyarország, Szlovákia, India, Dél-Afrika) Pillanatnyilag Magyarország további részvétele bizonytalan. Éves költségvetése nagyjából 80 millió euro (25 milliárd forint), 630 embert foglalkoztat, és évente több mint 7000 látogató tudós kutatómunkáját segíti. A magyar kutatók 1995 óta vesznek részt az ott folyó kutatásokban.
Az ESRF kutatásai nagy részben a röntgensugárzás felhasználására irányul. Olyan széles területek válnak ezzel kutathatóvá, mint a fehérje krisztallográfia, a földtudomány, a panetológia, az anyagtudomány, a kémia és a fizika.
A szinkrotron-sugárforrások nagyjából ugyanolyan szinkrotronokat használnak, mint amelyeket a részecske- és magfizikai kutatásokban használnak, hogy nagy energiára gyorsítsák a részecskéket. Itt azonban azt használják ki, hogy bármely töltött részecske, amely gyorsul sugárzást bocsát ki. A szinkrotron-sugárforrások, mint az ESFR, olyan nagy energiasűrűséget, és a fotonok energiájának olyan széles tartományát képesek előállítani, amelyek nem érhetőek el hagyományos laboratóriumi sugárforrásokkal.

## Külső hivatkozások
- A Magyar Szinkrotron Bizottság oldala
- ESRF.eu
- Lightsources.org